# Саманта Рівз
Саманта Рівз (англ. Samantha Reeves; нар. 17 січня 1979) колишня американська професійна тенісистка.
Здобула два парні титули туру WTA, кілька титулів туру ITF.
Найвищу одиночну позицію світового рейтингу — 62 місце досягла 5 серпня 2002, парну — 51 місце — 15 вересня 2003 року.

## Фінали турнірів WTA

### Парний розряд: 3 (2 титули, 1 поразка)
| Легенда                 |
| ----------------------- |
| Турніри Великого шолома |
| Tier I (0–0)            |
| Tier II (0–0)           |
| Tier III, IV & V (2–1)  |

| Фінали за покриттям |
| ------------------- |
| Тверде (0–1)        |
| Трава (0–0)         |
| Ґрунт (0–0)         |
| Килим (2–0)         |

| Результат | Дата     | Турнір                                                     | Покриття  | Партнер                | Опоненти                             | Рахунок       |
| --------- | -------- | ---------------------------------------------------------- | --------- | ---------------------- | ------------------------------------ | ------------- |
| Перемога  | Вер 2001 | Challenge Bell 2001, Канада                                | Килим (i) | Адріана Серра-Дзанетті | Клара Коукалова Алена Вашкова        | 7–5, 4–6, 6–3 |
| Поразка   | Січ 2002 | Richard Luton Properties Canberra International, Австралія | Тверде    | Адріана Серра-Дзанетті | Нанні де Вільєрс Ірина Селютіна      | 2–6, 3–6      |
| Перемога  | Вер 2002 | Challenge Bell 2002, Канада                                | Килим (i) | Джессіка Стек          | Марія Емілія Салерні Фабіола Сулуага | 4–6, 6–3, 7–5 |

## Титули ITF
| Легенда          |
| ---------------- |
| Турніри $100,000 |
| Турніри $75,000  |
| Турніри $50,000  |
| Турніри $25,000  |
| Турніри $10,000  |

### Одиночний розряд (2)
| Ранг | Дата           | Tier   | Турнір                 | Покриття | Опонент          | Рахунок       |
| ---- | -------------- | ------ | ---------------------- | -------- | ---------------- | ------------- |
| 1.   | 3 грудня 2001  | 50,000 | ITF West Columbia, США | Тверде   | Машона Вашінгтон | 6–1, 6–0      |
| 2.   | 19 жовтня 2003 | 50,000 | ITF Sedona, США        | Тверде   | Крістіна Бранді  | 7–5, 1–6, 6–4 |

### Парний розряд (6)
| Ранг | Дата            | Tier   | Турнір                 | Покриття | Партнер             | Опоненти                        | Рахунок       |
| ---- | --------------- | ------ | ---------------------- | -------- | ------------------- | ------------------------------- | ------------- |
| 1.   | 8 червня 1997   | 10,000 | ITF Little Rock, США   | Тверде   | Емі Дженсен         | Еріка Адамс Tina Samara         | 6–0, 6–4      |
| 2.   | 7 жовтня 2001   | 50,000 | ITF Fresno, США        | Тверде   | Кларіса Фернандес   | Ешлі Гарклроуд Марі-Ев Пеллетьє | 6–2, 4–6, 7–5 |
| 3.   | 8 грудня 2002   | 75,000 | ITF Boynton Beach, США | Ґрунт    | Каталін Мароші      | Аліна Жидкова Ліна Красноруцька | 6–2, 7–6(5)   |
| 4.   | 28 вересня 2003 | 75,000 | ITF Albuquerque, США   | Тверде   | Мілагрос Секера     | Аманда Огастус Мелані Маруа     | 6–3, 6–2      |
| 5.   | 24 жовтня 2004  | 50,000 | ITF Cary, США          | Тверде   | Руксандра Драгомір  | Морін Дрейк Міягі Нана          | 4–6, 6–3, 6–3 |
| 6.   | 31 липня 2005   | 50,000 | ITF Lexington, США     | Тверде   | Вільмаріє Кастельві | Їдзіма Куміко Намігата Дзюнрі   | 6–2, 6–1      |